# Trận Dinant
Lỗi Lua trong Mô_đun:Location_map tại dòng 495: Không có giá trị kinh độ.
Trận Dinant là một trong các trận đánh mở màn của Chiến dịch nước Pháp thời Chiến tranh thế giới thứ hai, diễn ra từ ngày 12 đến ngày 14 tháng 5 năm 1940 tại khu vực giữa Dinant và Houx trên phòng tuyến sông Meuse. Trận đánh này là một phần trong kế hoạch tác chiến mang mật danh Fall Gelb (Kế hoạch Vàng) của quân đội Đức nhằm bao vây tiêu diệt chủ lực Pháp và Đồng Minh đang tiến vào Bỉ theo kế hoạch Dyle - Breda. Dưới sự chỉ huy của Thượng tướng Thiết giáp Hermann Hoth, 2 sư đoàn Đức thuộc Quân đoàn Thiết giáp XV đã vượt sông Meuse và đánh tan hàng phòng thủ của cánh trái Tập đoàn quân số 9 (Pháp) dưới quyền tướng André Corap cùng Trung đoàn Khinh chiến Ardennes (Bỉ). Cùng với các trận đột phá của Quân đoàn Thiết giáp XIX tại Sedan và Quân đoàn Thiết giáp XXXXI tại Monthermé, chiến thắng của Quân đoàn Thiết giáp XV Đức ở Dinant đã thúc đẩy sự sụp đổ toàn diện của phòng tuyến Meuse vào ngày 15 tháng 5 và dọn đường cho quân Đức thọc sâu về eo biển Anh trong vòng 1 tuần tới.

## Bối cảnh
Ngày 10 tháng 5 năm 1940, quân đội Đức phát động chiến dịch tấn công Luxembourg, Hà Lan, Bỉ và Pháp. Thực hiện Kế hoạch Vàng do Trung tướng Erich von Manstein đề xuất, Cụm Tập đoàn quân B tiến công Hà Lan và Trung bộ Bỉ để nhử quân chủ lực Pháp-Anh-Bỉ tràn lên mạn bắc (theo kế hoạch Dyle - Breda). Trong khi đó, 3 cánh quân thiết giáp của Cụm Tập đoàn quân A được giao nhiệm vụ tung mũi chủ công qua rừng núi Ardennes ở Luxembourg và miền Nam Bỉ hòng chọc thủng chính diện quân Đồng Minh đằng sau sông Meuse. Từ phía bắc xuống phía nam, các cánh quân này bao gồm Quân đoàn Thiết giáp XV do Thượng tướng Thiết giáp Hermann Hoth chỉ huy (thuộc Tập đoàn quân số 4 của Đại tướng Günther von Kluge), Quân đoàn Thiết giáp XXXXI do Thượng tướng Thiết giáp Georg-Hans Reinhardt chỉ huy và Quân đoàn Thiết giáp XIX do Thượng tướng Thiết giáp Heinz Guderian chỉ huy (đều thuộc Cụm Thiết giáp Kleist). Theo phân công trong Kế hoạch Vàng, Quân đoàn Thiết giáp XIX sẽ đánh lấy đầu cầu ở Sedan (Pháp) - trấn giữ bởi Tập đoàn quân số 2 Pháp dưới quyền Đại tướng Charles Huntziger - còn các Quân đoàn Thiết giáp XV và XXXXI mở cửa đầu cầu lần lượt tại Houx-Dinant (Bỉ) và Monthérme (Pháp), đều do Tập đoàn quân số 9 Pháp dưới quyền Đại tướng André Corap đóng giữ.
Mặc dù cánh phải Tập đoàn quân số 9 đã hiện diện trên quãng sông Meuse ở Pháp vào ngày 10 tháng 5, 2 quân đoàn cánh trái của Corap phải vượt biên giới Pháp-Bỉ và hành quân thêm 90 km nữa mới đến được bờ Bỉ. Chớp lấy thời cơ, Hoth điều Sư đoàn Thiết giáp số 5 của Trung tướng Max von Hartlieb-Walsporn và Sư đoàn Thiết giáp số 7 của Thiếu tướng Erwin Rommel băng thật nhanh qua phía bắc Ardennes nhằm đánh chiếm sông Meuse trước khi quân Pháp tăng cường phòng ngự. Nhiệm vụ này đòi hỏi quân Đức phải vượt qua các chướng ngại vật của Trung đoàn Khinh chiến Ardennes (Bỉ), cũng như sự chống cự của các Sư đoàn Khinh kỵ binh 1 và 4 (Tập đoàn quân số 9 Pháp) trên một chặng đường dài 115 km. Trong trận giao tranh đầu tiên tại Chabrehez, Rommel dùng 3 đại đội bộ binh và 4 xe tăng tiêu diệt 3 trung đội Bỉ do các Thiếu úy Gourmet, Cremer và Catin chỉ huy. Gourmet và Cremer tử trận cùng hầu hết binh sĩ dưới quyền trong khi Catin và 30 lính bị bắt làm tù binh. Không lâu sau đó, Rommel đè bẹp sự chống cự dữ dội của kỵ binh Pháp trên sông Ourthe trong các ngày 11 – 12 tháng 5. Những bước tiến thần tốc của Sư đoàn Thiết giáp 7 đã khiến cho Sư đoàn Thiết giáp 5 bị bỏ xa ở phía sau. Vì lẽ đó, Hoth quyết định chuyển Phân đoàn Tiên phong Werner (Sư đoàn Thiết giáp số 5) dưới quyền Đại tá Trung đoàn trưởng Trung đoàn Thiết giáp 31 Paul Hermann Werner sang biên chế của Sư đoàn Thiết giáp số 7 vào buổi sáng ngày 12 tháng 5.
Dù quân Pháp di chuyển chậm hơn rất nhiều, một số đơn vị Pháp đã tiếp cận sông Meuse trước quân Đức. Từ phải sang trái, đội hình Tập đoàn quân số 9 bao hàm Quân đoàn XLI (gồm các Sư đoàn Đồn binh 102 và Bộ binh 61) của Trung tướng Emmanuel Libaud, Quân đoàn XI (gồm các Sư đoàn Bộ binh số 18 và 22) của Trung tướng Julien Martin và Sư đoàn Bộ binh Mô tô số 5 Quân đoàn II của Trung tướng Jean-Gabriel Bouffet. Ngoài ra, Corap bố trí Sư đoàn Bộ binh 53 và Sư đoàn Bộ binh Bắc Phi 4 làm dự bị trên biên cương Pháp-Bỉ.

## Diễn biến
Sau khi các đơn vị đi đầu của Sư đoàn Thiết giáp 7 cùng Phân đoàn Tiên phong Werner áp sát thị trấn Dinant chiều ngày 12 tháng 5, phân đoàn Werner được trở lại biên chế Sư đoàn Thiết giáp 5. Rommel dự định vượt sông Meuse càng sớm càng tốt nhằm truy diệt hai Sư đoàn Khinh kỵ 1 và 4 Pháp, nhưng quân Pháp đã kịp phá hủy các cầu ở Houx và Dinant. Điều này buộc Sư đoàn Thiết giáp 7 phải chuyển sang tổ chức vượt sông trên các thuyền cao su vào buổi sớm hôm sau. Nhưng tại khu vực Sư đoàn Thiết giáp 5, Werner được không quân trinh sát thông báo rằng một chiếc cầu tại Yvoir - cách Dinant 7 km về hướng bắc - vẫn còn nguyên vẹn. Lực lượng phòng thủ cầu này (gồm 1 trung đội của Trung đoàn Khinh chiến Ardennes và các toán công binh Bỉ dưới quyền Trung tá de Wispelaere cùng 1 tiểu đoàn bộ binh Pháp) được lệnh không phá cầu cho đến khi kỵ binh Pháp rút hết sang sông. Ngay lập tức, Werner hạ lệnh cho Trung tá Heinz Zobel đem 2 xe trinh sát bọc sắt và 1 trung đội thiết giáp đánh chiếm gấp ngọn cầu cuối cùng đó. Mặc dù người lính khinh kỵ Pháp cuối cùng đã đặt chân lên bờ tây khi Zobel tiếp cận Yvoir, công binh Bỉ không đả động gì đến chiếc cầu vì họ tin rằng quân Đức còn xa. Khoảng 17h25, được sự yểm trợ hỏa lực của 3 chiếc xe tăng sau lưng họ, 2 xe trinh sát của Zobel tiến công dọc theo con đường song song với bờ đông và chiếc xe đầu tiên tràn lên cầu. Trong cuộc chiến đấu diễn ra sau đó, Wispelaere thiệt mạng nhưng ông đã kịp phá nổ cầu và nhấn chìm chiếc xe trinh sát đi đầu của địch.
Chưa bỏ cuộc, Đại tá Werner cử một vài toán bộ binh mô tô tiếp tục trinh sát dọc theo sông Meuse. Ở làng Houx cách Yvoir 3 km về phía nam, họ phát hiện ra một đập nước và một cửa cống nối liền một hòn đảo với cả hai bờ sông. Binh lính Pháp-Bỉ không dám phá các công trình thủy công này vì họ sợ mực nước hạ xuống khiến quân Đức lội được qua sông. Không những thế, lực lượng Pháp trấn thủ khu vực này (Tiểu đoàn 2 Trung đoàn 39 Sư đoàn Bộ binh 18) lại bám trụ các vách đá đằng đằng sau sông thay vì tiến thẳng ra bờ sông theo lệnh thượng cấp. Sau khi đợi tới đêm, một tốp lính Đức tình nguyện vượt đập lên đảo và tiếp cận bờ bên kia thông qua một cầu bộ hành trên âu tàu. Chẳng bấy lâu sau 23h, họ trở thành những quân nhân Cụm Tập đoàn quân A đầu tiên đặt chân lên bờ tây sông Meuse. Tiếp theo đó, họ định thọc sâu hơn về phía tây nhưng bị hỏa lực của Đại đội 6 - Tiểu đoàn 2 Pháp chặn đứng. Werner điều thêm lính mô tô sang tiếp viện và Đại đội 3 - Tiểu đoàn Trinh sát 8 cùng một số lính của Tiểu đoàn 1 - Trung đoàn Súng trường 12 của ông đã lập được đầu cầu trên sông Meuse khi ngày 12 kết thúc. Quân Pháp duy trì thế bị động, không hề phản công vào đầu cầu non yếu này và điều đó để lại hậu quả tai hại cho họ vào hôm sau.

### Đại quân Đức vượt sông Meuse
Trong sương sớm ngày 13 tháng 5, 3 tiểu đoàn bộ binh của Sư đoàn Thiết giáp 5 (gồm Tiểu đoàn I Trung đoàn 14, Tiểu đoàn II Trung đoàn 14 cùng Tiểu đoàn I Trung đoàn 13) tràn qua đảo Houx theo một hàng duy nhất và hội với các đơn vị mô tô trên bờ tây. Từ trên các vách đá, quân Pháp tập trung súng máy và pháo binh bắn phá ác liệt, gây thương vong ghê gớm cho phe tấn công. Mặc dù vậy, bộ binh Đức diệt được các chốt của Tiểu đoàn 2 và thọc 4 km theo hướng tây trên khắp con đường tới Haut-le-Wastia. Tại bản làng vùng cao này, quân Đức bị chặn đánh quyết liệt đến mức họ mệnh danh Haut-le-Wastia là một "pháo đài núi". Do lính bộ Đức thiếu vũ khí hạng nặng trong khi quân Pháp được chi viện một số xe tăng, các đợt tấn công ban đầu của phía Đức không thu được thành công.

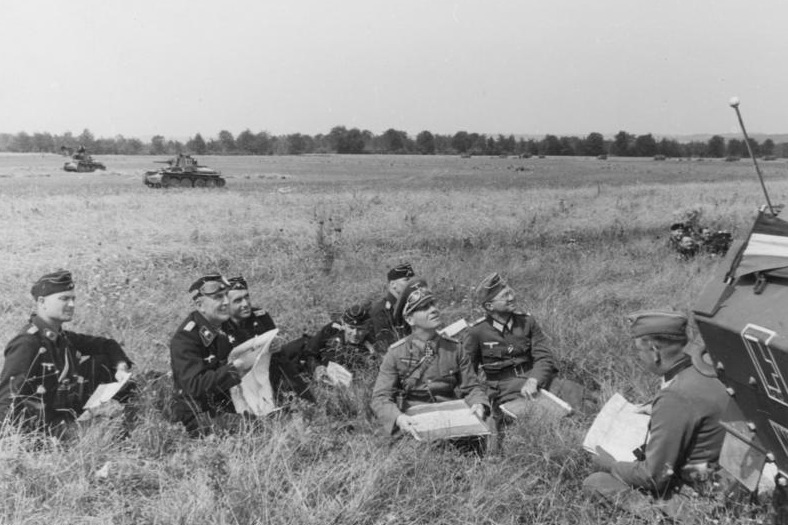
Thiếu tướng Erwin Rommel chỉ huy Sư đoàn Thiết giáp 7 (Đức) đánh Pháp.

Cùng ngày hôm đó, Sư đoàn Thiết giáp 7 tổ chức vượt khúc sông rộng 110 m trên hai địa điểm. Theo kế hoạch của Rommel, Trung đoàn Súng trường 6 và Tiểu đoàn Súng trường Mô tô 7 đảm nhiệm mũi phụ công trên mạn nam đảo Houx, trong khi Trung đoàn Súng trường 7 dưới quyền Đại tá Georg von Bismarck đánh chủ công tại Leffe (phía bắc Dinant) cách đó 2.500 mét về hướng nam. Khoảng 4h30, đại đội tiên phong (Tiểu đoàn 2) của Bismarck đã sang được sông Meuse dưới sự bao phủ của sương sớm, nhưng sau đó phải trụ chặt vào bờ tây vì gặp hỏa lực mạnh. Kể từ thời điểm này, các mũi vượt sông của quân Đức hoàn toàn bị kẹt cứng. Bên kia sông Meuse, các Sư đoàn Bộ binh Mô tô 5 và Bộ binh 18 (Pháp) cùng lính khinh chiến Bỉ bố trí hỏa lực súng trường, súng máy dày đặc trong những căn nhà ven sông và những boongke xây trên vách đá. Không những thế, pháo binh Pháp có lợi thế rất lớn do các đài quan sát tiền duyên của họ trên phế tích của lâu đài Bouvignes dễ dàng theo dõi toàn bộ trận địa vượt sông của Rommel. Chưa hết, Sư đoàn Thiết giáp 7 chỉ được trang bị 2 tiểu đoàn pháo hạng nhẹ và không thể mong đợi nhiều vào không quân do hầu hết chiến đấu cơ của Đức đều được tập trung trên mặt trận Sedan. Trong báo cáo của mình sau trận đánh, Rommel ghi nhận:
| “              | Ở Dinant tôi thấy… đạn trái phá của quân Pháp trút xuống thị trấn từ hướng tây sông Meuse, và nhiều xe tăng bị cháy rụi trên những con đường dẫn tới sông… Tình hình không mấy tốt đẹp khi tôi ra chiến địa. Các thuyền của quân ta lần lượt bị hỏa lực lướt sườn của Pháp bắn hạ, và cuộc vượt sông cuối cùng đã bị chùn lại. Bộ binh địch nấp kín đến mức chúng tôi tìm mãi bằng ống nhòm vẫn không ra. | ” |
| — Erwin Rommel | |   |

Do khủng hoảng nối tiếp nhau xảy ra trên mặt trận của Sư đoàn Thiết giáp 7, Rommel liên tục chạy qua chạy lại giữa hai điểm vượt sông của mình trong cả ngày 13. Thoạt tiên, ông ta hạ lệnh đốt cháy các ngôi nhà ven sông nhằm tạo một bức màn khói chắn tầm nhìn địch và hạn chế tổn thất của quân Đức. Kế đến, ông huy động các đơn vị Panzer III, IV và một khẩu đội pháo ra rìa sông để tập trung bắn chế áp mọi vị trí địch có thể trú ẩn, đồng thời chi viện thêm một số thuyền nhựa cho cán binh sư đoàn. Tuy vậy, thế bế tắc chưa thể được khai thông do quân Pháp vẫn kiên quyết kháng cự trong khi hầu hết cán bộ Đức còn hoang mang trước thương vong lớn của binh lính. Phải đến khi Rommel điều thêm xe tăng và đại bác khống chế hỏa lực địch, các hoạt động vượt sông được hồi phục và đạt kết quả tốt. Khi một trung đội xe tăng Pháp phản kích vào đầu cầu chật hẹp của Trung đoàn Súng trường 7, Rommel vượt sông và trực tiếp nắm quyền chỉ huy Tiểu đoàn 2. Do đại đội tiên phong của tiểu đoàn không có vũ khí phòng tăng, ông hạ lệnh cho họ xả súng trường vào đoàn xe tăng Pháp. Động thái tự tin này buộc quân Pháp bỏ chạy về hướng tây bắc Leffe vì họ tưởng lực lượng địch trên bờ tây mạnh hơn thực tế.
Suốt cả chiều hôm ấy, Rommel đôn đốc và tham gia cùng công binh xây phà chở xe tăng, háp-trắc và pháo binh sang sông dưới làn đạn của pháo binh Pháp-Bỉ. Kết quả trận đánh là quân Đức lập được hai đầu cầu – đó là đầu cầu phía bắc của Trung đoàn Súng trường 6 cùng Sư đoàn Thiết giáp 5 và đầu cầu Dinant của Trung đoàn Súng trường 7. Vào buổi tối ngày 13, công binh Sư đoàn Thiết giáp 7 khẩn trương xây cầu phao giữa Leffe và Bouvgnes trên mạn bắc Dinant để làm đường tiếp tế chính cho Quân đoàn Thiết giáp XV. Đến 8h sáng hôm sau, 30 xe tăng thuộc Trung đoàn Thiết giáp 25 của Đại tá Karl Rothenburg đã được phà vận chuyển sang bờ tây.

### Các nỗ lực phản công của Pháp
Trong các trận đánh ở Houx và Dinant ngày 13 tháng 5, quân Đức gặp nhiều trở ngại do họ ban đầu phải tấn công mà không có xe tăng và vũ khí hạng nặng yểm hộ. Trái lại, Corap nắm giữ một lực lượng cơ động dồi dào (gồm các Sư đoàn Khinh kỵ 1, 4; Sư đoàn Bộ binh 18 và Sư đoàn Bộ binh Mô tô 5) trong tay. Thêm vào đó, Tiểu đoàn Tăng 66 vừa được điều đến khu vực lân cận. Tuy vậy, cũng như ở Sedan, những thiếu sót lớn trong cơ cấu chỉ huy quân đội Pháp đã ngăn cản họ khai thác lợi thế của mình. Dù bộ binh Sư đoàn Thiết giáp 5 (Đức) đã sang sông ở Houx trước nửa đêm ngày 12, phải đến 5h sáng hôm sau Tư lệnh Quân đoàn XI (Pháp) Martin mới nhận được hung tin, và phải đến chiều ngày 13 thì Martin mới báo cáo lên Corap. Không một ai trong bộ Tư lệnh cấp cao Pháp bị ấn tượng bởi thông tin này, và Đại tướng Tư lệnh Mặt trận Tây Nam Alphonse-Joseph Georges chỉ đánh giá rằng "một tiểu đoàn đã gặp rắc rối ở Houx".
Trong trận đánh then chốt ngày 13 tháng 5, Sư đoàn 18 (Pháp) không tung một đòn phản kích lớn nào vào các mũi tiến công của địch. Ban chỉ huy Sư đoàn lại chẳng hề báo cáo cho Martin về việc quân Đức tấn công từ lúc 4h sáng và lập hai đầu cầu trên bờ tây sông Meuse. Martin chỉ được biết tình hình này khi ông ta thị sát sở chỉ huy Sư đoàn 18 vào buổi trưa. Sau đó, Martin lệnh cho Đại tá Dugenet đem Trung đoàn Bộ binh 39, Tiểu đoàn Tăng 6 và một số xe bọc thép kỵ binh phản kích vào Trung đoàn Súng trường 6 (Đức) trong rừng Surinvaux lúc 20h. Thấy quân mình không thể đáp ứng giờ khởi sự này, viên đại tá xin thượng cấp cho hoãn lại 1 tiếng. Đến sát 21h, Dugenet lại điện cho Bộ Tư lệnh Quân đoàn XI và báo rằng bộ binh chưa sẵn sàng xuất kích. Martin đành để 35 chiếc Renault R35 của Tiểu đoàn Tăng 66 và các xe bọc thép thuộc Sư đoàn Khinh kỵ binh 1 đơn độc phản công. Các chiến xa Pháp tràn vào Surinvaux và bắt sống 7 lính mô tô Đức, nhưng không thấy một lực lượng đáng kể nào của địch. Do khuya xuống và bộ binh vẫn chưa tiếp sức, đoàn thiết xa phải rút lui hoàn toàn về hậu cứ.
Các nỗ lực của Quân đoàn II (Pháp) dưới quyền tướng Boucher cũng không khấm khá gì hơn. Trong đội hình quân đoàn này, Sư đoàn Bộ binh Mô tô 5 (trấn giữ quãng sông Meuse từ Houx lên mạn bắc) là một đơn vị tinh nhuệ của quân lực Pháp. Ngay từ 2h sáng ngày 13 tháng 5, Boucher đã được tin về việc quân Đức vượt sông trên địa bàn của Tiểu đoàn 2 Sư đoàn 18. Tuy nhiên, phải đến 7h30 thì ông mới ra lệnh cho một số toán trinh sát bắt lại liên lạc với Sư 18. Và chỉ đến lúc này, ông mới hay tin quân Đức đã mở rộng đầu cầu sang khu vực của Quân đoàn II. Vào lúc 11h, Boucher phát lệnh cho Tiểu đoàn 2 Trung đoàn Bộ binh 129 tổ chức phản công. Giờ xuất phát theo dự định của Boucher là 14h, nhưng một tiếng sau đó Tiểu đoàn 2 mới tiến công. Trên đường hành tiến, tiểu đoàn bị các oanh tạc cơ Junkers Ju 87 đột kích và cuống cuồng tháo chạy về phòng tuyến.
Trước sự hối thúc của các thượng cấp, Bộ Tư lệnh Quân đoàn II quyết định tung một đòn phản công quy mô lớn. Nhiệm vụ này được giao cho Tiểu đoàn 2 Trung đoàn Bộ binh 129, tiểu đoàn trinh sát, một khối bộ binh thuộc Sư đoàn Khinh kỵ 4 và một đại đội tăng Hotchkiss gồm 39 chiếc. Theo kế hoạch của Boucher, đoàn quân này sẽ xuất hành lúc 20h15 và đánh theo nhiều hướng vào mũi nhọn của Sư Thiết giáp 5 (Đức) ở Haux-le-Wastia. Thế nhưng, do bộ binh di chuyển lề mề, Boucher lại phải hoãn tấn công đến 22h. Song, do các chỉ huy pháo binh Pháp từ chối tác chiến trong đêm khuya, Boucher bèn dời cuộc phản kích sang sáng hôm sau.

### Quân Đức phát triển đầu cầu
Bước sang ngày 14 tháng 5, Quân đoàn Thiết giáp XV Đức đề ra mục tiêu hợp nhất hai đầu cầu và mở rộng chúng sang hướng tây sao cho các điểm vượt sông không còn trong tầm pháo Pháp. Không cần chờ sư đoàn mình đưa đủ quân sang sông, Rommel sai Bismarck đem số bộ binh sẵn có đánh chiếm thị trấn Onhaye, cách Dinant 5 km về hướng tây, ngay từ rạng sáng. Khi tiếp cận Onhaye, quân Đức gặp phải sự kháng cự của một lực lượng hùng hậu thuộc Sư đoàn Khinh kỵ binh 1 Pháp. Sau 8h, Rommel trực tiếp dẫn 30 xe tăng của Trung đoàn Thiết giáp 25 đến trợ chiến. Do chưa trinh sát mà đã tấn công, đoàn chiến xa chịu nhiều tổn thất trước hỏa lực của pháo binh và pháo phòng tăng Pháp từ hai bên sườn. Cả xe chỉ huy - truyền tin của Rommel lẫn xe tăng của Rothenburg bị hư hại và hai ông đều bị thương nhẹ. Dù vậy, quân Đức đã quét sạch kỵ binh Pháp khỏi Onhaye sau một trận kịch chiến. Phát huy thắng lợi, Sư đoàn Thiết giáp 7 thọc sâu tới Morville - cách sông Meuse 14 km về phía tây - và đánh thủng tuyến phòng thủ thứ hai (mà cũng là cuối cùng) của địch.
Cùng ngày hôm ấy, Sư đoàn Thiết giáp 5 (Đức) cuối cùng đã diệt được các chốt phòng ngự của Pháp ở Haux-le-Wastia. Mặc dù họ để mất thị trấn trong một cuộc phản kích của Sư đoàn Mô tô 5 (Pháp), quân Đức sau cùng cũng bẻ gãy đòn tấn công này và thọc 6.000 m xuống phía nam để chiếm Sommière. Bằng cuộc hành quân nay, Sư đoàn Thiết giáp 5 đã đánh thủng đoạn phòng tuyến sông Meuse đối điện với họ.

## Hệ quả
Trong khi Quân đoàn Thiết giáp XV (Đức) đánh thắng Tập đoàn quân số 9 (Pháp) tại Dinant, Quân đoàn Thiết giáp XIX (Đức) đã đè bẹp hàng phòng ngự của Quân đoàn X Tập đoàn quân số 2 (Pháp) tại Sedan vào các ngày 13 – 14 tháng 5 năm 1940. Dù các thành phần thuộc hai Sư đoàn Đồn binh 102 và Bộ binh 61 (Quân đoàn XLI) kìm hãm được Sư đoàn Thiết giáp số 6 (Quân đoàn Thiết giáp XXXXI - Đức) ở đầu cầu Monthermé, thảm bại ở Sedan và Dinant buộc Corap phải ban lệnh rút toàn bộ lực lượng khỏi phòng tuyến sông Meuse giữa đêm ngày 14. Chớp lấy thời cơ, Sư đoàn Thiết giáp số 6 tiến công thần tốc về Montcornet, đánh thiệt hại nặng Sư đoàn Đồn binh 102, làm tan rã Sư đoàn Bộ binh 61 và xẻ đôi đội hình Sư đoàn Thiết giáp Dự bị số 2 đang triển khai vào ngày 15 tháng 5.
Sự thất thủ của phòng tuyến sông Meuse đã khai lối cho quân đội Đức tràn ra eo biển và vây diệt 1.700.000 quân chủ lực Đồng Minh. Không để cho phía Pháp có cơ hội thiết lập một tuyến phòng thủ mới, Rommel tiếp tục tiến quân theo hướng tây bắc về Avesnes-sur-Helpe, ngay phía trước các Sư đoàn Thiết giáp số 1 và 2 của Guderian. Sáng ngày 15 tháng 5, các đơn vị còn lại của Sư đoàn Thiết giáp Dự bị số 1 Pháp, đã được nghỉ ngơi sau khi mất gần 16 xe tăng tại Bỉ, đã bị Sư Thiết giáp số 7 tấn công khi đoàn xe tăng Pháp còn đang xếp hàng chờ nhận nhiên liệu. Sư đoàn Thiết giáp Dự bị số 1 Pháp phải rút lui mà chỉ còn lại có 36 xe tăng, và đến 17 tháng 5 thì bị tiêu diệt hoàn toàn. Trong trận này, người Đức chỉ mất 50 trong tổng số 500 xe tăng.
Trước đó, để lại việc xóa sổ Sư đoàn Thiết giáp Dự bị số 1 Pháp cho Sư đoàn Thiết giáp số 5, Rommel đã tiếp tục thúc quân về phía tây, đánh tan Sư đoàn Bộ binh 18 và 22 Pháp, cô lập Sư đoàn Bộ binh Bắc Phi 4 tại Philippeville. Mờ sáng hôm sau, 16 tháng 5, sư đoàn của Rommel đến Avesnes và gặp may khi bắt gặp Sư đoàn Cơ giới số 5 của Pháp đã dựng trại nghỉ đêm ngay trên đường tiến quân của ông, và để các xe cộ xếp hàng ngăn nắp dọc theo lề đường còn binh sĩ vẫn đang ngủ say. Nhân cơ hội này, xe tăng của Rommel liền xông thẳng vào xóa sổ chúng. Tốc độ chậm, tình trạng quá tải và thiếu phương tiện liên lạc đã vô hiệu hóa quân Pháp. Lại thêm Sư đoàn Thiết giáp số 5 cũng tham chiến. Người Pháp đã gây thiệt hại đáng kể cho cho sư đoàn này, nhưng không thể đối phó nổi với tốc độ của các đơn vị cơ động của Đức, chúng nhanh chóng tiếp cận và tiêu diệt quân thiết giáp Pháp ở cự ly gần. Cho tới lúc này, Sư đoàn Thiết giáp 7 đã cơ bản đánh sụm Tập đoàn quân số 9 của Pháp, mở thông đường qua tuyến Sambre-Oise tại Landrecies mà phía Pháp muốn giữ bằng mọi giá. Quân đội Pháp "tan vỡ theo đà chạy trốn; bị giày xéo dễ dàng trong giấc ngủ của họ". Đến ngày 17 tháng 5, Rommel tuyên bố đã bắt được 10.000 tù binh mà chỉ mất có 36 quân.